# Centre de biophysique moléculaire
Le Centre de Biophysique Moléculaire (CBM) est une unité propre de recherche (UPR 4301) du Centre national de la recherche scientifique (CNRS), rattaché en principal à l'Institut national de chimie. Le CBM a été fondé en 1967 par Charles Sadron et est basé sur le campus CNRS d'Orléans-la-Source, dans le Loiret, en France. Le Centre développe des recherches à l'interface de la physique, de la chimie et de la biologie.

## Histoire
En 1967, le professeur Charles Sadron, est missionné par le CNRS pour créer à Orléans un centre interdisciplinaire constitué d'un tiers de physiciens, un tiers de biologistes et un tiers de chimistes. Les premières études concernent les macromolécules en solution et en particulier l'ADN.

## Thématiques
- Aspects moléculaires du vivant[2]
- Biologie cellulaire, cibles moléculaires et thérapies innovantes[2]
- Chimie, imagerie, exobiologie[2]
- Biophysique théorique et computationnelle[2]

Les applications des recherches du Centre s'appliquent à différentes pathologies en neurologie, en cancérologie et en exobiologie.

## Directeurs
- 1967-1973 : Charles Sadron
- 1974-1982 : Claude Hélène
- 1983-1986 : Claude Nicolau
- 1986 : Michel Charlier
- 1987-1992: Michel Daune
- 1993-2002 : Paul Vigny
- 2003-2012 : Jean-Claude Beloeil
- 2012-2021 : Éva Jakab Tóth
- 2022- : Matthieu Réfrégiers

## Parc expérimental
- RMN
- Spectrométrie de masse
- Microscopie photonique
- Cytométrie
- IRM

## Distinctions
Éva Jakab Tóth a reçu la Médaille d'argent du CNRS en 2018.